# Hawkinsville
Hawkinsville är administrativ huvudort i Pulaski County i Georgia. Hawkinsville grundades år 1830 som ny countyhuvudort och fick sitt namn efter politikern Benjamin Hawkins. Enligt 2010 års folkräkning hade Hawkinsville 4 589 invånare.